# Holland (cantor)
Go Tae-Seob (em hangul: 고태섭) (4 de março de 1996), mais conhecido pelo seu nome artístico Holland (em hangul:홀랜드), é um cantor coreano.

## Carreira
Holland lançou seu primeiro single, "Neverland", em 22 de janeiro de 2018. Seu videoclipe acumulou mais de 1 milhão de visualizações em 20 horas. O vídeo mostra ele e seu colega masculino se beijando. O vídeo recebeu uma classificação de 19+ na Coréia do Sul.
Ele voltou em 6 de junho com seu próximo single, "I'm Not Afraid". O videoclipe também recebeu uma classificação de mais de 19 anos, mas foi removido logo após. O terceiro single, "I'm So Afraid", foi lançado em 17 de julho. Em 6 de setembro, Holland lançou uma campanha de crowdfunding para ajudar a financiar seu primeiro mini-álbum. Levantou US $ 40.000 nas primeiras 24 horas.
Em 19 de março de 2019, ele anunciou seu mini-álbum auto-intitulado, Holland, e as músicas "Nar_C" e "Up" em suas páginas do Twitter e Instagram. O álbum foi lançado em 31 de março de 2019 às 18:00 KST.

## Vida pessoal
Ele é conhecido como o primeiro artista de K-pop abertamente homossexual. Ele era apenas um garoto quando seus pais descobriram sua sexualidade após a publicação de um artigo de entrevista; Ele não estava em casa na época, ele escreveu uma carta para sua família depois que eles descobriram e explicaram tudo a eles sua família o aceitou com lágrimas nos olhos, sem saber das dificuldades pelas quais passaria por causa de sua sexualidade.
Ela decidiu fazer sua estreia como cantor para falar com base em suas experiências com agressores violentos e vítimas de minorias sexuais. Enquanto preparava o álbum, ele tentou assinar várias agências para sua estreia, mas o acordo foi quebrado quando ele contou a história da minoria sexual através da música e expressou seu desejo de desenvolver um discurso sobre discriminação contra a minoria sexual por conta própria no final, ele produziu seu primeiro single com o dinheiro que economizou em seu emprego de meio período por cerca de dois anos sem sua agência.

## Prêmios e indicações
| Ano  | Filme indicado | Prêmio    | Resultados | Ref.  |
| ---- | -------------- | --------- | ---------- | ----- |
| 2018 | Holland        | Dazed 100 | Vencedor   | [ 1 ] |

## Discografia

### Singles
| Título           | Ano  | Posição | Álbum   |
| Título           | Ano  | KOR     | Álbum   |
| ---------------- | ---- | ------- | ------- |
| "Neverland"      | 2018 | —       | Holland |
| "I'm Not Afraid" | 2018 | —       | Holland |
| "I'm So Afraid"  | 2018 | —       | Holland |
| "Nar_C"          | 2019 |         | Holland |

### Vídeos musicais
| Título           | Ano  | diretor     |
| ---------------- | ---- | ----------- |
| "Neverland"      | 2018 | Seonjin Lee |
| "I'm Not Afraid" | 2018 | Downy Jung  |
| "I'm So Afraid"  | 2018 | Downy Jung  |
| "Nar_C"          | 2019 |             |